# سانتياغو منديز
سانتياغو منديز (بالإسبانية: Santiago Méndez Ibarra)‏ هو سياسي مكسيكي، ولد في 1790 بكامبيتشي في المكسيك، وتوفي في 1870 في نفس البلد. انتخب Governor of Yucatán ‏.